# Maksymilian Kasprowicz
Maksymilian Kasprowicz (ur. 12 października 1906 w Swarzędzu, zm. 1 grudnia 1986 w Gdyni) – polski malarz, grafik, rysownik, profesor Państwowej Wyższej Szkoły Sztuk Plastycznych w Gdańsku (obecnie: Akademia Sztuk Pięknych w Gdańsku). Od 1935 roku mieszkał w Gdyni.

## Życiorys
Uczeń Pomorskiej Szkoły Sztuk Pięknych Wacława Szczeblewskiego. W latach 1928–1933 studiował w Szkole Sztuk Zdobniczych w Poznaniu. W 1955 roku uzyskał dyplom gdańskiej Państwowe Wyższej Szkole Sztuk Plastycznych. W latach 1948–1959 nauczyciel rysunku i malarstwa w Państwowym Liceum Sztuk Plastycznych w Gdyni-Orłowie; w latach 1951–1952 pracownik Politechniki Gdańskiej; gdzie prowadził pracownię w Katedrze Malarstwa i Rysunku na Wydziale Architektury. Od 1952 do 1976 roku pracował w Państwowej Wyższej Szkole Sztuk Plastycznych w Gdańsku; początkowo prowadził Pracownię Rysunku na Wydziale Malarstwa i na Wydziale Architektury Wnętrz. W latach 1962–1964 pełnił funkcję prodziekana Wydziału Malarstwa, a w latach 1968–1970 dziekana tego wydziału. Miał kilkanaście wystaw indywidualnych w kraju i za granicą, uczestniczył w około 40 wystawach zbiorowych.

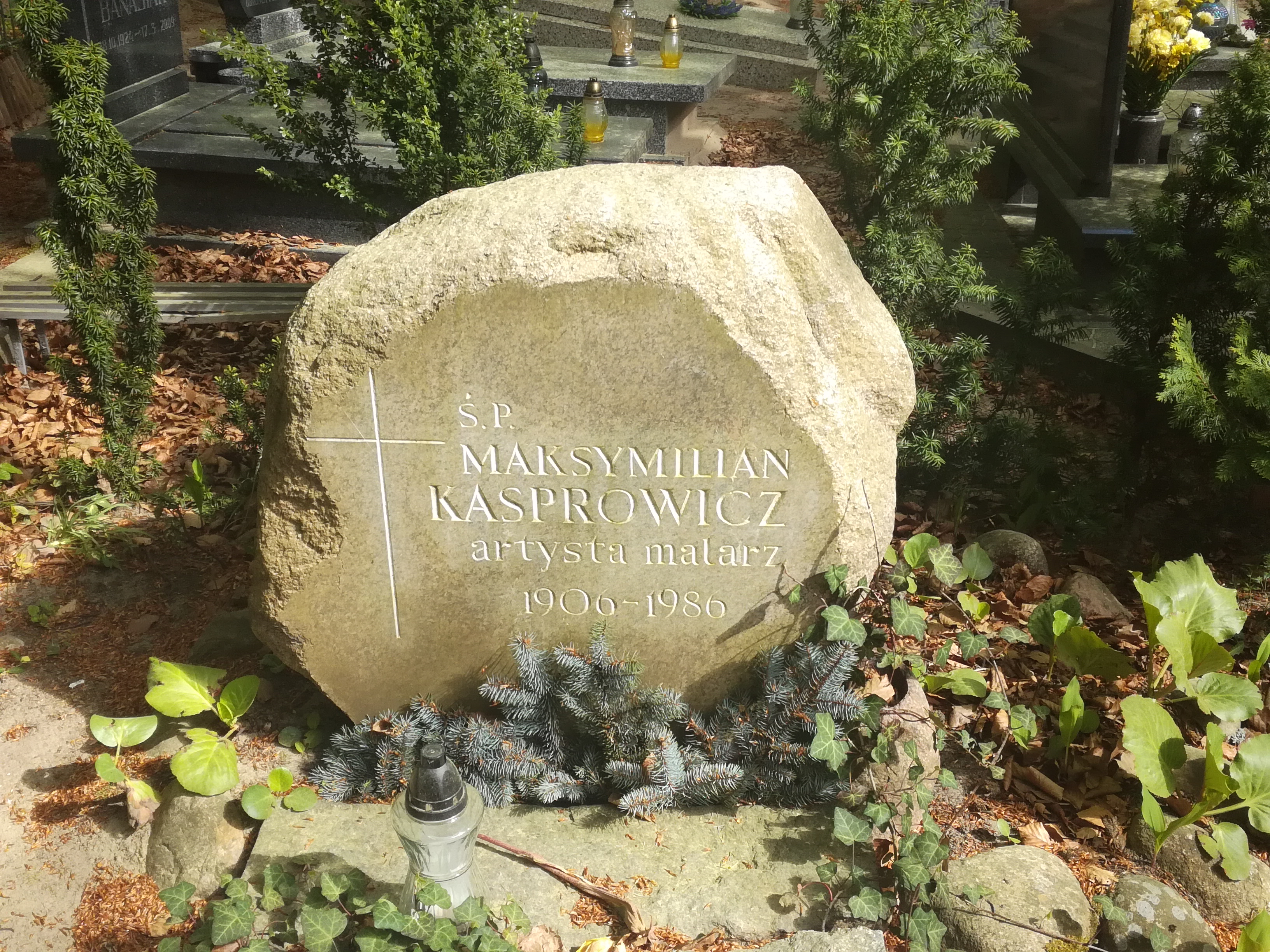
Grób Maksymiliana Kasprowicza w nowej alei zasłużonych cmentarza Witomińskiego

Pochowany w nowej alei zasłużonych na cmentarzu w Gdyni-Witominie (kwatera 26-40-26).